# مقاطعة ماراموريش
مقاطعة ماراموريش (بالرومانية: Maramureș County) هي مقاطعة في رومانيا، في منطقة ماراموريش. عاصمة المقاطعة هي بايا ماري.